# Anaeglis
Anaeglis é um gênero de mariposa pertencente à família Crambidae.